# Гартовка
Гартовка — село в Татищевском районе Саратовской области. Входит в состав Вязовского муниципального образования.

## История
Деревня Гартовка образована в 1822 году на купленной у города Саратова земле (548 десятин) Василием Васильевичем Гартовым (Гартонгом) — саратовским комендантом.
30 марта 1983 года решением Татищевского Райисполкома № 94 деревня Гартовка была исключена из списков населённых пунктов в связи с переселением всех жителей в другие населённые пункты.
В 1989 г. населенному пункту, возникшему на территории  сельсовета Татищевского Мизино-Лапшиновскогорайона Саратовской области, присвоено наименование село Гартовка.
Это единственный случай в истории Татищевского района когда населённый пункт сначала был ликвидирован, а потом восстановлен.

## Население
| 2010 |
| ---- |
| 0    |

## Внешние ссылки
- Вильгельм Вильгельмович Гартунг (Василий Васильевич Гартов), проект «Родовод»